# Eugène Regnault
Pour les articles homonymes, voir Regnault.
Eugène Louis Georges Regnault, né à Boulogne-sur-Mer (Pas-de-Calais) le 28 décembre 1857 et décédé à Gorre (Haute-Vienne) le 25 septembre 1941, est un diplomate français.
Entré dans la carrière diplomatique en 1883, il occupe successivement plusieurs postes en Tunisie, en Grèce et en Suisse. En 1906, il est le deuxième délégué de la France à la conférence d'Algésiras avant d'être nommé ministre plénipotentiaire à Tanger. C'est à ce titre qu'il est signataire, le 30 mars 1912, du traité de Fès, qui instaure le protectorat de la France sur le Maroc.
Il reste en poste au Maroc jusqu'en 1913. Il poursuit sa carrière au Japon de 1914 à 1918, puis, après la Première Guerre mondiale, en Silésie, sous mandat de la Société des Nations.
L'ex-collège français de Tanger, construit en 1913, devenu le lycée français de Tanger, porte aujourd'hui encore le nom de lycée Regnault.